# Bonnet de Clermont
Pour les articles homonymes, voir Bonnet.
Pour le général romain d'origine franque, voir Bonitus.
Bonnet de Clermont, en latin Bonitus (633-710), est un homme d'Église du haut Moyen Âge, évêque de Clermont de 691 à 701. Il est généralement appelé saint Bonnet ou saint Bon.
Il est préfet de la Provence marseillaise , puis succède à son frère, Avit, comme évêque de Clermont.
Il est fêté comme saint par l'Église catholique romaine et l'Église orthodoxe le 15 janvier. C’est le saint patron des potiers.

## Famille
Bonnet naît en Auvergne vers 633 d'une famille aristocratique auvergnate, fils de Deodatus et de Syagria, fille de Syagrius, patrice de Provence. Il est le frère de son prédécesseur sur l'évêché de Clermont, Avit II de Clermont. Bonnet est probablement le père de Syagria et d'un fils au nom inconnu, lui même grand-père de Bonnet, évêque de Valence en 788.

## Biographie
Il fait des études de droit et est réputé excellent par les sophistes. Il devient nutritus puis référendaire de Sigebert III, roi d'Austrasie entre 639 et 656, et vers 680, préfet de la Provence marseillaise succédant à Hector assassiné à Autun en 675. Il exerce cette fonction plus comme prêtre que comme juge ; il rachète en particulier les esclaves. Une dizaine d’années plus tard, vers 691, il accède au siège épiscopal de Clermont succédant à son frère Avitus. Selon Georges de Manteyer, il introduit en Provence austrasienne le culte des saints auvergnats. Après un épiscopat plein de zèle, charge dont il démissionne  en 701, il se retire dans un monastère. Il meurt à Lyon alors qu’il revenait d’un pèlerinage à Rome. Aujourd'hui, ses reliques se trouvent dans la cathédrale de Clermont.
Bonnet a donné son nom à de nombreux villages français, principalement en Auvergne.